# Theodor Bickes

Theodor Bickes

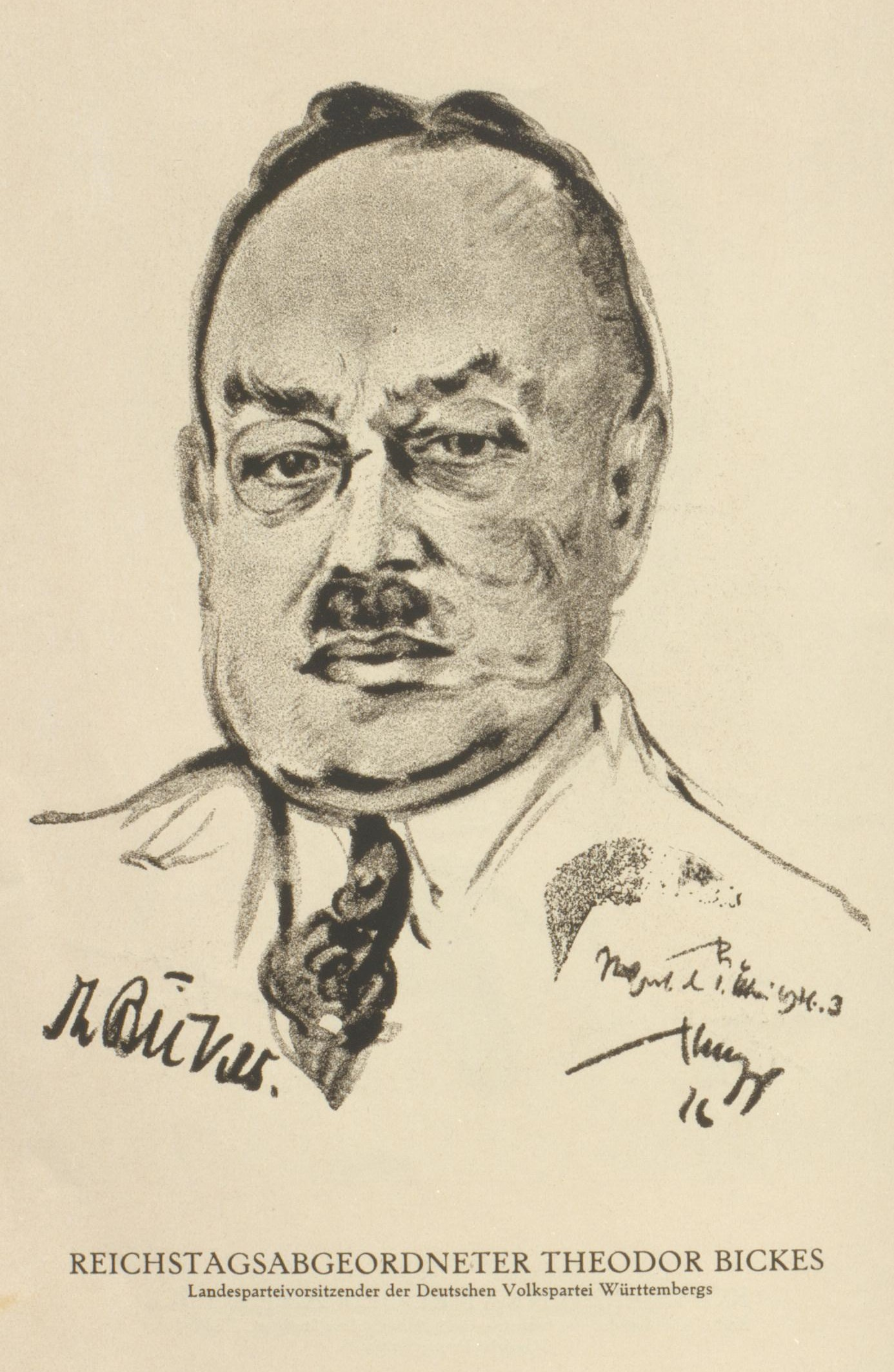
Emil Stumpp: Theodor Bickes (1926)

Theodor Bickes (* 15. Oktober 1868 in Pirmasens; † 9. Juli 1933 in Stuttgart) war ein deutscher Politiker der DVP in Württemberg.

## Leben
Theodor Bickes war der Sohn des evangelischen Stadtvikars in Pirmasens Johann Georg Bickes (1841–1909) und besuchte zunächst die Lateinschule in Grünstadt sowie das humanistische Gymnasium in Mannheim und Landau. Daran schlossen sich ein Studium der Naturwissenschaften an der TH Karlsruhe sowie ein Studium der Nationalökonomie in München und Heidelberg an. Seit 1892 arbeitete Bickes als Chemiker bei BASF in Ludwigshafen, danach in führender Position in Brooklyn und ab etwa 1895 in Feuerbach. 1913 zog er nach Stuttgart und trat in die Verwaltung des württembergischen Roten Kreuzes ein. Während des Ersten Weltkriegs war er dessen Delegierter an verschiedenen Fronten zur Leitung von Lazarettzügen. 1918 ernannte ihn König Wilhelm II. von Württemberg zum Hofrat. In den Jahren der Weimarer Republik blieb er weiterhin für das 1921 entstandene Deutsche Rote Kreuz in leitender Stellung tätig.

## Politik
Theodor Bickes war Mitglied in der Deutschen Partei, trat dann 1918 zunächst der Bürgerpartei bei, deren Geschäfte er von 1918 bis 1919 führte, ehe er 1919 Gründungsmitglied der württembergischen DVP wurde. Als Nachfolger von Gottlob Egelhaaf übernahm er am 28. Februar 1920 den Vorsitz der württembergischen DVP, den er bis 1927 behielt. Sein Nachfolger als Vorsitzender wurde Johannes Rath. Theodor Bickes gehörte von Juni 1920 bis Juni 1924 dem Landtag des freien Volksstaates Württemberg und von Mai 1924 bis September 1930 dem Reichstag als Abgeordneter an. Danach zog er sich aus dem politischen Leben zurück und beschränkte sich auf seine Arbeit beim Roten Kreuz, die er jedoch aufgrund einer schweren Erkrankung nur noch sporadisch wahrnehmen konnte.